# 岐阜県道270号藤橋根尾線

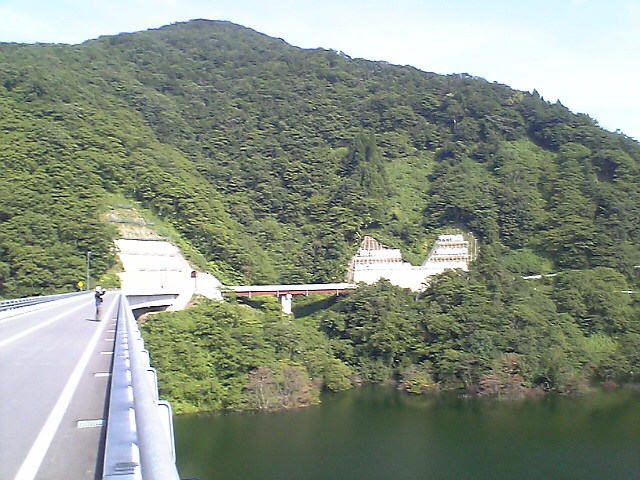
徳山バイパスの対応区間（2007年8月）

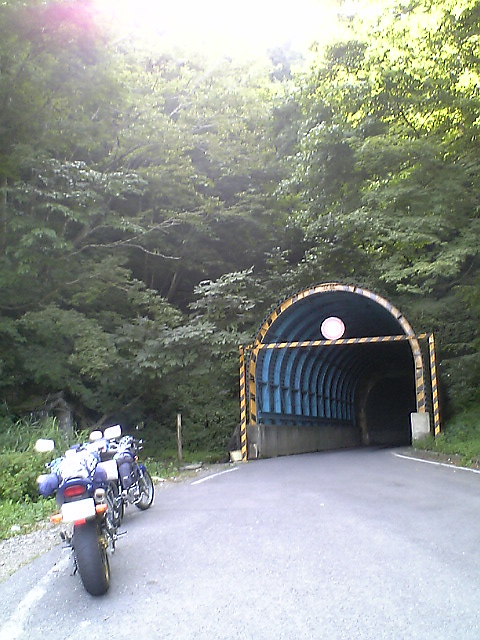
馬坂隧道（馬坂トンネル）（2007年8月）

岐阜県道270号藤橋根尾線（ぎふけんどう270ごう ふじはしねおせん）は、岐阜県揖斐郡揖斐川町と同県本巣市を結ぶ一般県道（岐阜県道）である。

## 概要
- 1977年（昭和52年）4月1日 - 岐阜県道124号根尾今立線を廃止し、主要地方道の岐阜県道29号鯖江藤橋線（現・国道417号）へ昇格しなかった区間を岐阜県道270号徳山根尾線に認定。
- 1987年（昭和62年）4月1日 - 徳山村が藤橋村へ合併されたことに伴い岐阜県道270号藤橋根尾線へ改称。

国道157号を経由してこの県道を通るルートは、国道303号経由国道417号ルートとともに、県庁所在地の岐阜市と旧徳山村（1987年に藤橋村と合併、現揖斐川町）を結ぶ重要なルートだった。
岐阜県揖斐郡揖斐川町徳山の国道417号徳山バイパスとの接続点（クツ尾山之神橋）が起点。旧徳山村中心部の旧国道417号交点がかつての起点だったが、揖斐川に建設された徳山ダム湛水によって国道417号と県道の一部がダム湖に水没するため、付替県道（延長1,350m）が建設され、付替国道として建設された徳山バイパスとの接続点に起点が変更された。起点からすぐに、本郷神楽橋を渡って岳洞山桜隧道に入り、トンネルを出ると五平能舞橋でダム湖（白谷）を渡る。橋を渡った後は、しで原憂い橋を経てダム建設前からの現道に接続する。しばらく山道を進み、馬坂峠の馬坂隧道（馬坂トンネル）を潜ると本巣市である。八谷谷沿いに山を下り、根尾西谷川に出て、2km弱右岸に沿って進む。根尾西谷川を渡るとすぐ、終点の岐阜県本巣市根尾越卒の国道157号交点である。

### 路線データ
- 起点：岐阜県揖斐郡揖斐川町徳山（国道417号交点）
- 終点：岐阜県本巣市根尾越卒[1]（国道157号〔国道418号重複〕交点）

以下は旧データ（2001年（平成13年）時点）
- 起点：岐阜県揖斐郡藤橋村徳山村平
- 終点：岐阜県本巣郡根尾村門脇下河原
- 延長：17,953m

## 主な構造物
| 施設名       | 完成年    | 全長   | 建設時名称          | 備考（構造、その他）           |
| ------------ | --------- | ------ | ------------------- | ------------------------------ |
| 本郷神楽橋   | 2006年    | 50.0m  | 付替県道1号橋       |                                |
| 岳洞山桜隧道 | 2007年6月 | 710.0m | 付替県道1号トンネル | 施工：竹中土木・西濃建設特定JV |
| 五平能舞橋   | 2006年    | 307.5m | 付替県道2号橋       | 3径間連続PCラーメン箱桁橋      |
| しで原憂い橋 | 2006年    | 76.0m  | 付替県道3号橋       | 2径間連続非合成鈑桁橋          |
| 県道桟道橋   | 2006年    | 42.0m  |                     |                                |
| 馬坂隧道     | 1933年    | 177.0m |                     |                                |
| 白谷橋       | 1967年    | 30.0m  |                     |                                |
| 小倉谷橋     | 1965年    | 14.8m  |                     |                                |
| 赤谷橋       | 1965年    | 22.8m  |                     |                                |
| 焼谷橋       | 1952年    | 25.4m  |                     |                                |
| 矢谷橋       | 1932年    | 44.0m  |                     |                                |
| 大門橋       | 1966年    | 50.1m  |                     |                                |

## 地理
起点付近に揖斐川（徳山湖）、終点付近に根尾西谷川（揖斐川支流）が流れる。

### 通過する自治体
- 岐阜県
  - 揖斐郡
    - 揖斐川町

  - 本巣市

### 交差する道路
- 国道417号：揖斐郡揖斐川町徳山
- 国道157号（国道418号重複）：本巣市根尾越卒

### 主な峠
- 馬坂峠

### 周辺
- 徳山ダム
- うすずみ温泉